# Pastorale (film 1975)
Pastorale (Pastorali) è un film del 1975 diretto da Otar Ioseliani.